# David Hannay (baron Hannay de Chiswick)
David Hugh Alexander Hannay (né le 28 septembre 1935) est un diplomate britannique.

## Biographie
Hannay est né à Londres et fait ses études à la Craigflower Preparatory School, au Winchester College et au New College d'Oxford. Il entre au ministère des Affaires étrangères et du Commonwealth en 1959 et est d'abord affecté à des postes à Téhéran et à Kaboul. À partir de 1965 et jusqu'au début des années 1970, il est un représentant du gouvernement britannique dans les discussions qui conduisent à l'entrée du Royaume-Uni dans la Communauté économique européenne en 1973.
Il occupe divers postes au Foreign Office à Londres dans les années 1970 et 1980. Il est ministre à l'ambassade britannique à Washington, DC, en 1984-1985, puis est promu ambassadeur et représentant permanent auprès de la Communauté économique européenne de 1985 à 1990. Après cette affectation, il passe les cinq années suivantes en tant qu'ambassadeur et représentant permanent auprès des Nations unies.
Hannay est représentant spécial des Nations unies pour Chypre entre 1996 et 2003 et membre du Groupe de haut niveau des Nations unies sur les menaces, les défis et le changement, faisant rapport au Secrétaire général en décembre 2004.
En 1981, il est nommé Compagnon de l'Ordre de Saint-Michel et Saint-Georges (CMG), en 1986 Chevalier Commandeur (KCMG) et en 1995 Chevalier Grand Croix (GCMG). Le 19 juin 2001, il est fait pair à vie en tant que baron Hannay de Chiswick, de Bedford Park dans le Borough londonien d'Ealing, siégeant comme crossbencher.
Il est pro-chancelier de l'Université de Birmingham de 2001 à 2006 .
En 2003, il est nommé compagnon d'honneur.
Lord Hannay reçoit le diplôme honorifique de docteur en lettres de l'Université de Birmingham en 2003.
Il préside le conseil d'administration de l'Association des Nations unies au Royaume-Uni de janvier 2006 à janvier 2011 et est maintenant président du groupe parlementaire multipartite des Nations unies. Il est actuellement membre du Groupe de haut niveau pour le désarmement nucléaire et la non-prolifération et membre du Comité des relations internationales du Lords.

## Famille
David Hannay est marié à Gillian Hannay, décédée en 2015. Il a quatre fils (Richard, Philip, Jonathan et Alexander) et douze petits-enfants (Peter, Charlotte, Juliette, Edward, Robin, Manon, Harry, Gustavo, Sophie, Julian, Albert et Theodore).